# Баскетболистка года конференции American Athletic
Баскетболистка года конференции American Athletic (англ. American Athletic Conference Women's Basketball Player of the Year) — ежегодная баскетбольная награда, вручаемая по результатам голосования лучшей баскетболистке среди студенток конференции American Athletic, входящей в первый дивизион NCAA. Конференция была сформирована перед сезоном 2013/2014 годов, после того как некоторые университеты вышли из оригинальной конференции Big East, чтобы организовать собственную конференцию. Брианна Стюарт стала первой обладательницей этой награды в 2014 году.
Конференция American Athletic официально начала свою деятельность в 2013 году, и тогда в неё входило десять команд. В 2014 году в неё были включены Восточно-Каролинский университет, Тулейнский университет и университет Талсы, а в 2023 году в неё вошли университет Алабамы в Бирмингеме, Флоридский атлантический университет, университет Райса, университет Северной Каролины в Шарлотт, университет Северного Техаса и Техасский университет в Сан-Антонио. В остальные годы конференцию также покинули несколько команд, а в настоящее время в её состав входит тринадцать команд.
Всего три игрока: Брианна Стюарт, Кэти Лу Самуэльсон и Нафиса Коллиер получали эту награду несколько раз, причём Стюарт выигрывала её три раза. Никто из победительниц не становился лауреатом приза, будучи первокурсницей. Два раза обладателями этого трофея становились сразу два игрока (2017 и 2023). Чаще других обладателями этой награды становились баскетболистки Коннектикутский университета (8 раз) и университета Южной Флориды (2 раза).

## Легенда
|                 | Сообладатели награды |
| *               | Становились лауреатами Приза имени Джеймса Нейсмита (1983—), Приза имени Джона Вудена (2004—) или Приза имени Маргарет Уэйд (1978—) |
| Игрок (X)       | Количество титулов баскетболисток                                                                                                   |
| Университет (X) | Количество титулов университетов |

## Победители
| Сезон   | Игрок                  | Фото | Университет                         | Позиция            | Год обучения | Примечания |
| ------- | ---------------------- | ---- | ----------------------------------- | ------------------ | ------------ | ---------- |
| 2013/14 | Брианна Стюарт         |      | Коннектикутский университет         | Форвард            | Второй       | [ 1 ]      |
| 2014/15 | Брианна Стюарт (2)     |      | Коннектикутский университет (2)     | Форвард            | Третий       | [ 2 ]      |
| 2015/16 | Брианна Стюарт (3)     |      | Коннектикутский университет (3)     | Форвард            | Четвёртый    | [ 3 ]      |
| 2016/17 | Нафиса Коллиер         |      | Коннектикутский университет (4)     | Форвард            | Второй       | [ 4 ]      |
| 2016/17 | Кэти Лу Самуэльсон     |      | Коннектикутский университет (5)     | Защитник / Форвард | Второй       | [ 4 ]      |
| 2017/18 | Кэти Лу Самуэльсон (2) |      | Коннектикутский университет (6)     | Защитник / Форвард | Третий       | [ 5 ]      |
| 2018/19 | Нафиса Коллиер (2)     |      | Коннектикутский университет (7)     | Форвард            | Четвёртый    | [ 6 ]      |
| 2019/20 | Меган Уокер            |      | Коннектикутский университет (8)     | Форвард            | Третий       | [ 7 ]      |
| 2020/21 | Аймари Томас           |      | Университет Цинциннати              | Форвард            | Четвёртый    | [ 8 ]      |
| 2021/22 | Даймонд Баттлз         |      | Университет Центральной Флориды     | Защитник           | Четвёртый    | [ 9 ]      |
| 2022/23 | Дулси Фанкам Менджади  |      | Университет Южной Флориды           | Форвард            | Четвёртый    | [ 10 ]     |
| 2022/23 | Элена Тсинеке          |      | Университет Южной Флориды (2)       | Защитник           | Четвёртый    | [ 10 ]     |
| 2023/24 | Темира Пойндекстер     |      | Университет Талсы                   | Форвард            | Третий       | [ 11 ]     |
| 2024/25 | Джордин Дженкинс       |      | Техасский университет в Сан-Антонио | Форвард            | Четвёртый    | [ 12 ]     |